# Paszab
Paszab község Szabolcs-Szatmár-Bereg vármegyében, az Ibrányi járásban.

## Fekvése
A vármegye és egyben a Nyírség északnyugati részén, a Tisza folyásától pár kilométerre délre fekszik, a folyó bal parti oldalán. A megyeszékhelytől, Nyíregyházától mintegy 25 kilométerre északra helyezkedik el.
A közvetlen szomszédos települések: kelet felől Ibrány, dél felől Buj, nyugat felől pedig Tiszabercel; északi irányból, a Tisza túlpartja felől is Tiszabercelhez tartozó külterületek határolják.

### Megközelítése
Csak közúton közelíthető meg, Gávavencsellő vagy Ibrány érintésével a 3821-es, Tiszabercel központja felől pedig a 3823-as úton.
2009-es megszüntetéséig érintette a települést a Nyírvidéki Kisvasút balsai vonala is, amelynek egy megállási pontja volt itt.

## Története

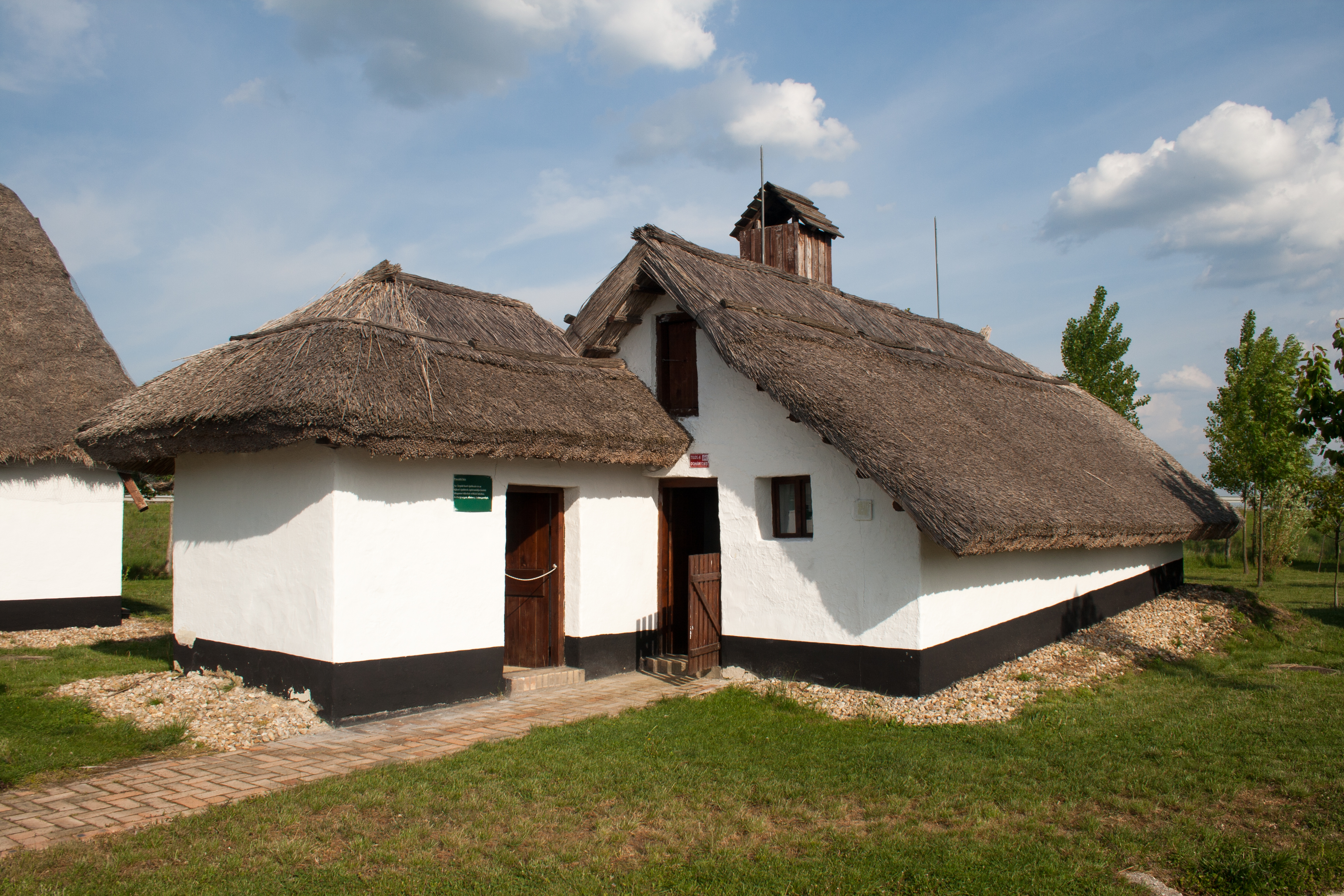
Régi paszabi ház rekonstrukciója az M3 Archeoparkban

Paszab nevét az oklevelek már a tatárjárás idején említették Beel-Paszab néven. Az Országos Levéltár egyik oklevelében nevét már 1424-ben Pazab alakban írták. Földesura ekkor berzeviczi Pohárnok István volt. 1455-ben a Szakolyi család birtoka volt. A 18. század végén és a 19. század elején több családé  volt, így az Ibrányi, a Csoma, a Bessenyey, a Bakó, és a Tahy családok voltak birtokosai.
Paszab régi helynevei közül a 20. század elején még ismert volt Czakód, Kelincz, Záda, Öved, Bénye, Medej, Kerekecs, Istenhalma, Pallok halom, Péntek aranya és Üllő tó neve.

## Közélete

### Polgármesterei
- 1990–1993: Tajthy István (független)[3]
- 1994–1994: Gégény Károly
- 1994–1998: Gencsi Sándor (független)[4]
- 1998–2002: Gencsi Sándor (független)[5]
- 2002–2006: Tajthy Péter (független)[6]
- 2006–2010: Tajthy Péter Ferenc (független)[7]
- 2010–2014: Tajthy Péter Ferenc (Fidesz-KDNP)[8]
- 2014–2019: Tajthy Péter Ferenc (Fidesz-KDNP)[9]
- 2019–2024: Tajthy Péter (Fidesz-KDNP)[10]
- 2024– : Tajthy Péter (Fidesz-KDNP)[1]

A településen 1994 januárjában időközi polgármester-választást tartottak,  mert az előző polgármester 1993. november 3-án elhunyt; tisztségét a két időpont között ügyvivőként Vattai János alpolgármester töltötte be.

## Népesség
A település népességének változása:
| Lakosok száma | 1273 | 1268 | 1232 | 1186 | 1177 | 1210 | 1190 |
|               | 2013 | 2014 | 2015 | 2021 | 2022 | 2023 | 2024 |

2001-ben a település lakosságának 92,5%-a magyar, 7,5%-a cigány nemzetiségűnek vallotta magát.
A 2011-es népszámlálás során a lakosok 82,7%-a magyarnak, 15,9% cigánynak mondta magát (17,3% nem nyilatkozott; a kettős identitások miatt a végösszeg nagyobb lehet 100%-nál). A vallási megoszlás a következő volt: római katolikus 10,5%, református 46,9%, görögkatolikus 3,7%, evangélikus 0,3%, felekezeten kívüli 9,4% (25,4% nem válaszolt).
2022-ben a lakosság 92,3%-a vallotta magát magyarnak, 15,8% cigánynak, 0,1% románnak, 0,6% egyéb, nem hazai nemzetiségűnek (7,7% nem nyilatkozott; a kettős identitások miatt a végösszeg nagyobb lehet 100%-nál). Vallásuk szerint 4,2% volt római katolikus, 37,4% református, 3% görög katolikus, 3,9% egyéb keresztény, 0,3% evangélikus, 22,5% felekezeten kívüli (28,4% nem válaszolt).

## Nevezetességei
- Református temploma - 1821-ben épült.
- Paszabi szőttes
- Nyírvidéki Kisvasút
- Parno Graszt Együttes

## Külső hivatkozások
- Paszab Önkormányzatának honlapja
- Paszab az utazom.com honlapján